# Трејситон (Вашингтон)
Трејситон (енгл. Tracyton) насељено је место без административног статуса у америчкој савезној држави Вашингтон.

## Демографија
По попису из 2010. године број становника је 5.233, што је 1.966 (60,2%) становника више него 2000. године.
| Група             | 2000.         | 2010.         |
| Белци             | 2.598 (79,5%) | 3.616 (69,1%) |
| Афроамериканци    | 120 (3,7%)    | 192 (3,7%)    |
| Азијати           | 198 (6,1%)    | 674 (12,9%)   |
| Хиспаноамериканци | 118 (3,6%)    | 321 (6,1%)    |
| Укупно            | 3.267         | 5.233         |